# Jørgen Randers
Jorgen Randers (1945) è un economista ed ecologo norvegese, professore di strategia climatica presso la BI Norwegian Business School ed esperto nel campo degli studi futuri.

## Vita e carriera
Randers si è laureato presso l'università di Oslo nel 1968 e ha ottenuto un dottorato di ricerca presso il MIT Sloan School of Management nel 1973.
Nel 1972 ha contribuito alla stesura del noto Rapporto sui limiti dello sviluppo commissionato al MIT.
Dal 1981 al 1989 è stato direttore della BI Norwegian Business School mentre, dal 1994 al 1999 è stato vice-direttore generale del World Wildlife Fund International (WWF), in Svizzera. Durante questo periodo entra anche a far parte del consiglio della Tomra, in Norvegia, della British Telecom in Inghilterra e della Dow Chemical Company negli Stati Uniti.
Nel biennio 2005-06, Randers ha guidato la Commissione Norvegese sulle basse emissioni, che "ha presentato un resoconto che dimostra come la Norvegia possa diminuire le proprie emissioni di gas serra di circa i ⅔  entro il 2050". Attualmente Randers è professore di strategia climatica presso la BI Norwegian Business School.
Gli interessi di ricerca di Randers vertono sui problemi climatici, pianificazione di scenari e dinamica dei sistemi, in particolare nell'ambito dello sviluppo sostenibile, cambiamenti climatici e mitigazione del riscaldamento globale.